# Automeris peruvianus
Automeris peruvianus är en fjärilsart som beskrevs av Eugène Louis Bouvier 1930. Automeris peruvianus ingår i släktet Automeris och familjen påfågelsspinnare. Inga underarter finns listade i Catalogue of Life.